# Henry Ingberg
Pour les articles homonymes, voir Ingberg.
Henry Ingberg (16 juillet 1945 - 14 octobre 2007) est un haut fonctionnaire et homme de théâtre belge. Il fut secrétaire général du ministère de la Communauté française de Belgique de 1996 à 2007.
Docteur en droit de l'Université libre de Bruxelles, il était aussi diplômé du Centre d'études théâtrales de l'Université catholique de Louvain-la-Neuve, où il enseigna la gestion des institutions culturelles. Passionné de théâtre qu'il pratiquait à l'université, il avait travaillé avec Armand Gatti. Il enseigna également à l'Institut des arts de diffusion.

## Carrière
Entré à l'Administration de la Culture en 1972, il collabore, avec Marcel Hicter, à la mise sur pied du plan Wigny et des premiers centres culturels, puis crée le Service de l'Audiovisuel. Passionné de cinéma belge, il a fait connaître les réalisateurs belges francophones et leur a donné droit de cité dans le monde entier.
Un prix cinématographique porte son nom.
Il apparaît dans le long métrage Pour un monde plus humain de Jean-Marie Piquint, film qui présente le plan quinquennal de politique culturelle et dans la séquence finale duquel il expose l'organisation des maisons de la culture, centres culturels et maisons de jeunes.
Après avoir dirigé plusieurs cabinets ministériels (Philippe Busquin, Valmy Féaux et Bernard Anselme), il devient Directeur général de la Culture puis Secrétaire général de la Communauté française de Belgique.

## Théâtre
- 1962 : Le Bouffon de Tintagel d'Edmond Kinds : un page
- 1965 : Chroniques d’une planète provisoire d'Armand Gatti : mise en scène